# Dion Drena Beljo
Dion Drena Beljo (Zagabria, 1º marzo 2002) è un calciatore croato, attaccante della Dinamo Zagabria e della nazionale croata.

## Carriera

### Club
Cresciuto nel settore giovanile del Cibalia, nel 2019 viene acquistato dall'Osijek che lo aggrega inizialmente alla propria seconda squadra; debutta fra i professionisti il 31 agosto in occasione del match di 2. HNL perso 2-1 contro il Sebenico. Nella seconda parte di stagione viene aggregato con più frequenza alla prima squadra, con cui esordisce il 13 giugno nel match di prima divisione pareggiato 0-0 contro lo Slaven Koprivnica.
Il 14 luglio 2021 viene ceduto in prestito all'Istria 1961.
A fine prestito fa ritorno all'Osijek, in cui milita sino al 13 gennaio 2023, giorno in cui viene acquistato dai tedeschi dell'Augusta.
Il 9 luglio 2024 passa in prestito al Rapid Vienna.
Il 17 luglio 2025 ritorna in patria, firmando per la Dinamo Zagabria.

### Nazionale
Ha giocato nelle nazionali giovanili croate Under-16, Under-17, Under-18 ed Under-19.
L'11 novembre 2021 fa il suo debutto con la Croazia Under-21 subentrando al posto di Roko Šimić nella partita vinta 2-0 ai danni dell'Estonia. Il 23 settembre 2022 sigla la prima rete per i Mali vatreni, va a segno nella partita vinta 2-1 ai danni della Danimarca.
Nel giugno 2023 viene convocato per la prima volta in nazionale maggiore, con cui esordisce il 12 ottobre del medesimo anno nella sconfitta in casa (0-1) contro la Turchia.

## Statistiche

### Presenze e reti nei club
Statistiche aggiornate al 18 maggio 2024.
| Stagione         | Squadra          | Campionato       | Campionato | Campionato | Coppe nazionali | Coppe nazionali | Coppe nazionali | Coppe continentali | Coppe continentali | Coppe continentali | Altre coppe | Altre coppe | Altre coppe | Totale | Totale | Totale |
| Stagione         | Squadra          | Comp             | Pres       | Reti       | Comp            | Pres            | Reti            | Comp               | Pres               | Reti               | Comp        | Pres        | Reti        | Pres   | Reti   |        |
| ---------------- | ---------------- | ---------------- | ---------- | ---------- | --------------- | --------------- | --------------- | ------------------ | ------------------ | ------------------ | ----------- | ----------- | ----------- | ------ | ------ | ------ |
| 2019-2020        | Osijek II        | 2. HNL           | 14         | 4          | -               | -               | -               | -                  | -                  | -                  | -           | -           | -           | 14     | 4      |        |
| 2020-2021        | Osijek II        | 2. HNL           | 24         | 5          | -               | -               | -               | -                  | -                  | -                  | -           | -           | -           | 24     | 5      |        |
| Totale Osijek II | Totale Osijek II | Totale Osijek II | 38         | 9          |                 | -               | -               |                    | -                  | -                  |             | -           | -           | 38     | 9      |        |
| 2019-2020        | Osijek           | 1. HNL           | 6          | 0          | CC              | 0               | 0               | -                  | -                  | -                  | -           | -           | -           | 6      | 0      |        |
| 2020-2021        | Osijek           | 1. HNL           | 9          | 1          | CC              | 1               | 0               | UEL                | 0                  | 0                  | -           | -           | -           | 10     | 1      |        |
| 2021-2022        | Istria 1961      | 1. HNL           | 34         | 15         | CC              | 3               | 5               | -                  | -                  | -                  | -           | -           | -           | 37     | 20     |        |
| 2022-gen. 2023   | Osijek           | 1. HNL           | 16         | 8          | CC              | 2               | 1               | UECL               | 1                  | 0                  | -           | -           | -           | 19     | 9      |        |
| Totale Osijek    | Totale Osijek    | Totale Osijek    | 31         | 9          |                 | 3               | 1               |                    | 1                  | 0                  |             | -           | -           | 35     | 10     |        |
| gen.-giu. 2023   | Augusta          | BL               | 18         | 3          | CG              | 0               | 0               | -                  | -                  | -                  | -           | -           | -           | 18     | 3      |        |
| 2023-2024        | Augusta          | BL               | 26         | 2          | CG              | 1               | 0               | -                  | -                  | -                  | -           | -           | -           | 27     | 2      |        |
| Totale Augusta   | Totale Augusta   | Totale Augusta   | 44         | 5          |                 | 1               | 0               |                    | -                  | -                  |             | -           | -           | 45     | 5      |        |
| 2024-2025        | Rapid Vienna     | BL               | 21         | 9          | CA              | 3               | 3               | UEL+UECL           | 6+8                | 1+5                | -           | -           | -           | 38     | 18     |        |
| Totale carriera  | Totale carriera  | Totale carriera  | 168        | 47         |                 | 10              | 9               |                    | 15                 | 6                  |             | -           | -           | 193    | 62     |        |

### Cronologia presenze e reti in nazionale
| Cronologia completa delle presenze e delle reti in nazionale ― Turchia | Cronologia completa delle presenze e delle reti in nazionale ― Turchia | Cronologia completa delle presenze e delle reti in nazionale ― Turchia | Cronologia completa delle presenze e delle reti in nazionale ― Turchia | Cronologia completa delle presenze e delle reti in nazionale ― Turchia | Cronologia completa delle presenze e delle reti in nazionale ― Turchia | Cronologia completa delle presenze e delle reti in nazionale ― Turchia | Cronologia completa delle presenze e delle reti in nazionale ― Turchia |
| Data                                                                   | Città                                                                  | In casa                                                                | Risultato                                                              | Ospiti                                                                 | Competizione                                                           | Reti                                                                   | Note                                                                   |
| ---------------------------------------------------------------------- | ---------------------------------------------------------------------- | ---------------------------------------------------------------------- | ---------------------------------------------------------------------- | ---------------------------------------------------------------------- | ---------------------------------------------------------------------- | ---------------------------------------------------------------------- | ---------------------------------------------------------------------- |
| 12-10-2023                                                             | Osijek                                                                 | Croazia                                                                | 0 – 1                                                                  | Turchia                                                                | Qual. Euro 2024                                                        | -                                                                      | 80’                                                                    |
| 15-10-2023                                                             | Cardiff                                                                | Galles                                                                 | 2 – 1                                                                  | Croazia                                                                | Qual. Euro 2024                                                        | -                                                                      | 46’                                                                    |
| Totale                                                                 |                                                                        | Presenze                                                               | 2                                                                      |                                                                        | Reti                                                                   | 0                                                                      |                                                                        |

| Cronologia completa delle presenze e delle reti in nazionale ― Croazia under 21 | Cronologia completa delle presenze e delle reti in nazionale ― Croazia under 21 | Cronologia completa delle presenze e delle reti in nazionale ― Croazia under 21 | Cronologia completa delle presenze e delle reti in nazionale ― Croazia under 21 | Cronologia completa delle presenze e delle reti in nazionale ― Croazia under 21 | Cronologia completa delle presenze e delle reti in nazionale ― Croazia under 21 | Cronologia completa delle presenze e delle reti in nazionale ― Croazia under 21 | Cronologia completa delle presenze e delle reti in nazionale ― Croazia under 21 |
| Data                                                                            | Città                                                                           | In casa                                                                         | Risultato                                                                       | Ospiti                                                                          | Competizione                                                                    | Reti                                                                            | Note                                                                            |
| ------------------------------------------------------------------------------- | ------------------------------------------------------------------------------- | ------------------------------------------------------------------------------- | ------------------------------------------------------------------------------- | ------------------------------------------------------------------------------- | ------------------------------------------------------------------------------- | ------------------------------------------------------------------------------- | ------------------------------------------------------------------------------- |
| 11-11-2021                                                                      | Pola                                                                            | Croazia under 21                                                                | 2 – 0                                                                           | Estonia under 21                                                                | Qual. Europeo Under-21 2023                                                     | -                                                                               | 76’                                                                             |
| 29-3-2022                                                                       | Varaždin                                                                        | Croazia under 21                                                                | 2 – 3                                                                           | Finlandia under 21                                                              | Qual. Europeo Under-21 2023                                                     | -                                                                               | 64’                                                                             |
| 8-6-2022                                                                        | Pärnu                                                                           | Estonia under 21                                                                | 0 – 4                                                                           | Croazia under 21                                                                | Qual. Europeo Under-21 2023                                                     | -                                                                               | 72’                                                                             |
| 23-9-2022                                                                       | Pola                                                                            | Croazia under 21                                                                | 2 – 1                                                                           | Danimarca under 21                                                              | Qual. Europeo Under-21 2023                                                     | 1                                                                               | 68’                                                                             |
| 27-9-2022                                                                       | Vejle                                                                           | Danimarca under 21                                                              | 2 – 1 (4 – 5 dtr)                                                               | Croazia under 21                                                                | Qual. Europeo Under-21 2023                                                     | -                                                                               | 65’                                                                             |
| 17-11-2022                                                                      | Pola                                                                            | Croazia under 21                                                                | 3 – 1                                                                           | Polonia under 21                                                                | Amichevole                                                                      | -                                                                               | 60’                                                                             |
| 21-11-2022                                                                      | Pola                                                                            | Croazia under 21                                                                | 1 – 1                                                                           | Austria under 21                                                                | Amichevole                                                                      | -                                                                               | 86’                                                                             |
| Totale                                                                          |                                                                                 | Presenze                                                                        | 7                                                                               |                                                                                 | Reti                                                                            | 1                                                                               |                                                                                 |

## Palmarès

### Individuale
- Capocannoniere della Coppa di Croazia: 1

2021-2022 (5 reti)